# Claude André
Pour les articles homonymes, voir André.
Claude André (baron André en 1808), né le 30 mai 1743 à Montluel (Ain) et décédé le 25 août 1818 à Paris, est un homme d'Église, évêque français de l'Église catholique romaine des XVIIIe et XIXe siècles.

## Biographie
Claude André était né à Montluel, ville de Bresse, le 30 mai 1743, d'une famille honorable. Fils d'un boulanger de cette petite ville, il embrassa de bonne heure l'état ecclésiastique.

### À Troyes
Après avoir fait ses études avec succès et être parvenu au doctorat, il fut pourvu d'un canonicat dans l'église cathédrale de Troyes et devint vice-gérant de l'officialité de ce diocèse (1790).
« Il ne se souilla point à l'époque de la révolution par un serment sacrilège. » Modeste et sans ambition, il était destiné, si la Révolution française ne l'eût élevé, à passer sa vie paisiblement au dernier rang du clergé, André échappa aux orages de la Révolution.

### Évêque de Quimper
À la suite du Concordat de 1801 passé entre le premier consul Bonaparte et Pie VII, s'étant montré favorable aux nouveaux principes et bénéficiant de la faveur dont jouissait son frère auprès du gouvernement consulaire, on le désigna comme un ecclésiastique de mérite au Premier Consul Bonaparte, qui le choisit pour remplir le siège de Quimper.
Il semble que Claude André avait un pressentiment des peines qui l'attendaient dans l'épiscopat ; ce qui est certain, c'est qu'il ne l'accepta qu'avec répugnance. Le 9 mai 1802, il fut sacré à Paris, dans l'église Saint-Roch, par Étienne-Hubert de Cambacérès, archevêque de Rouen et depuis cardinal, assisté de Louis-Mathias de Barral, évêque de Meaux, et de Charles-Antoine-Henri Du Valk de Dampierre, évêque de Clermont.
Le nouveau prélat, ayant pris possession de son siège, ne tarda pas à éprouver les contrariétés les plus pénibles de la part de certains membres de l'autorité civile. À cette époque, les plus chauds partisans de la Révolution occupaient encore presque toutes les places. Les circonstances avaient un peu comprimé la haine dont ils étaient animés contre la religion et ses ministres, et dont ils avaient donné tant de preuves ; mais elle était loin d'être éteinte, et ils laissaient rarement échapper l'occasion de la satisfaire. Ils s'appliquèrent donc à paralyser les bonnes intentions qu'avait Claude André pour le bien de son diocèse.
Se laissant émouvoir par les difficultés que présentait en ce moment l'administration du diocèse, il s'y montra peu disposé à fléchir devant toutes les exigences du nouveau gouvernement, et en 1804 donna sa démission à la suite de quelques démêlés qu'il eut avec le préfet du Finistère et d'autres désagréments relatifs à son autorité épiscopale.
Sa démission ayant été acceptée en 1804, il se retira à Paris. Le zèle dont il était animé ne lui permit pas d'être oisif dans sa nouvelle situation : il rendit de nombreux services au diocèse de Paris, qui, en 1808, fut privé de son premier pasteur, en la personne de Jean-Baptiste de Belloy, et qui resta de longues années sans archevêque. D'autres diocèses qui se trouvaient dans la même position eurent aussi recours à la complaisance de l'ancien évêque de Quimper.

### Chapitre de Saint-Denis
Dès la création du chapitre de Saint-Denis, en 1806, André en était devenu membre.
Il avait conservé son traitement d'évêque, comme un hommage rendu à ses vertus, mais il ne profitait guère pour lui-même des revenus attachés à ce canonicat. Vivant très simplement, il distribuait en aumônes tout ce qui ne lui était pas rigoureusement nécessaire, et s'imposait même des privations pour soulager les pauvres ; aussi, à sa mort, ne laissa-t-il rien.
En juin 1815, il avait assisté à la réunion du Champ de mai sur la désignation de Napoléon Ier.
Invité fréquemment à remplir diverses fonctions épiscopales, il s'y prêtait volontiers et avec beaucoup de complaisance. C'était lui qui faisait les ordinations à Paris. Il alla aussi à Bourges en 1818 pour le même objet, quoique sa santé fut déjà très-affaiblie ; elle devint bientôt de plus en plus chancelante ; enfin, après quelques jours de maladie, il mourut à Paris, à l'âge de soixante-quatorze ans, le 25 août 1818. Cette perte ne pouvait qu'être vivement sentie à une époque où les besoins des églises étaient tels qu'on était forcé de recourir dans quelques diocèses à des évêques étrangers.
André était le frère d'André d'Arbelles, journaliste. Un autre de ses frères, notaire à Lyon, ayant été compromis par des papiers, trouvés dans les appartements du roi, après la journée du 10 août 1792, fut décrété d'arrestation par la Convention, le 2 décembre de la même année. Il échappa d'abord aux poursuites de ses ennemis ; mais ayant été pris, après le siège de Lyon, il fut traduit à la commission révolutionnaire établie dans cette ville, condamné à mort et exécuté en janvier 1794 : il était âgé de 41 ans, et né aussi à Montluel.

## Lignée épiscopale
1. L'évêque Claude André (1802) ;
2. Étienne-Hubert de Cambacérès (1802) ;
3. Giovanni Battista Caprara (1766) ;
4. Carlo della Torre di Rezzonico (pape sous le nom de Clément XIII) (1743) ;
5. Prospero Lorenzo Lambertini (pape sous le nom de Benoît XIV) (1724) ;
6. Pietro Francesco Orsini, (pape sous le nom de Benoît XIII), O.P. (1675) ;
7. Paluzzo Paluzzi Altieri Degli Albertoni (1666) ;
8. Ulderico Carpegna (1630) ;
9. Luigi Caetani (1622) ;
10. Ludovico Ludovisi (1621) ;
11. L'archevêque Galeazzo Sanvitale (1604) ;
12. Girolamo Bernerio, O.P. (1586) ;
13. Giulio Antonio Santorio (1566) ;
14. Scipione Rebiba.

### Consécrations
Claude André fut le principal consécrateur de :
- l'évêque Guillaume-Balthazar Cousin de Grainville ;
- l'évêque Jean-Baptiste Duvoisin.

Il fut également le principal coconsécrateur de :
- l'évêque François-Joseph Hirn ;
- l'archevêque Étienne Parfait Martin Maurel de Mons ;
- l'évêque Pierre-Paul de Faudoas ;
- l'évêque Étienne Célestin Enoch ;
- l'évêque Pierre-Vincent Dombidau de Crouseilles ;
- l'évêque Bienvenu de Miollis ;
- l'évêque Pierre Dupont de Poursat.

## Fonctions
- Chanoine de l'église cathédrale de Troyes ;
- Vice-gérant de l'officialité de ce diocèse (1790) ;
- Évêque de Quimper :
  - Nommé le 9 avril 1802,
  - Confirmé le 29 avril suivant,
  - Consacré le 9 mai suivant,
  - Démissionnaire en 1804,
- Chanoine du chapitre de Saint-Denis (1806-1818).

## Titres
- Baron André et de l'Empire (avec transmission à l'un de ses neveux, par lettres patentes du 16 septembre 1808).

## Armoiries
| Figure | Blasonnement |
|        | Armes du baron André et de l'Empire De gueules au lévrier (passant) d’argent colleté et bouclé d‘or, au chef cousu d'azur chargé à dextre d'un soleil et à senestre d'une croisette, le tout d’or., Livrées : rouge, blanc, bleu et violet. |